# Viceversa Letteratura
Viceversa Letteratura è una rivista letteraria svizzera promossa dal Service de presse suisse. Pubblicata una volta all'anno in tre edizioni distinte (una in italiano, una in francese e una in tedesco, rispettivamente dalle Edizioni Casagrande, Éditions d'en bas e Limmat Verlag), la rivista è nata nel 2007 al posto della rivista francofona Feuxcroisés (fondata nel 1999).
La rivista ha una "sorella" elettronica, Viceversaletteratura.ch, sito internet ad aggiornamento settimanale che ospita recensioni e approfondimenti, oltre che un archivio di autori svizzeri.

## Autori italofoni
Tra gli scrittori che su Viceversa Letteratura hanno pubblicato un inedito o una traduzione, o a cui è stato dedicato un "dossier autore", figurano Giorgio Orelli, Fabio Pusterla, Paolo Di Stefano, Fleur Jaeggy, Alberto Nessi, Pierre Lepori, Aurelio Buletti, Plinio Martini, Anna Ruchat, Claudia Quadri, Andrea Fazioli, Leopoldo Lonati, Yari Bernasconi, Dubravko Pušek, Pietro De Marchi, Matteo Campagnoli e Prisca Agustoni.